# Keroeididae
Keroeididae é uma família de corais da ordem Malacalcyonacea.

## Géneros
Seguem os gêneros da família:
- Keroeides (Wright & Studer, 1887)
- Krimella (Kuzmicheva, 1980 †)